# Retrato de Teresa
Retrato de Teresa es una película dramática cubana de 1979, dirigida por Pastor Vega. Participó en el Onceno Festival de Cine de Moscú, donde Daisy Granados ganó el premio de Mejor Actriz.

## Reparto
- Daisy Granados como Teresa.
- Adolfo Llauradó como Ramón.
- Idalia Anreus
- Miguel Benavides
- Samuel Claxton
- Elsa Gay
- Germán Pinelli
- Raúl Pomares
- Alina Sánchez